# HD 1461
Étoile à grand mouvement propre (d)
Source de proche infrarouge (d)
Source astrophysique de rayons UV (d)
HD 1461 (également HR 72) est une étoile naine jaune de la constellation australe de la Baleine.

## Coordonnées célestes
- Ascension droite : 00h 18m 41,62s
- Déclinaison : −8° 03' 9,5"

## Système planétaire
Elle est l'objet primaire d'un système planétaire. En septembre 2021 est découverte une quatrième planète (HD 1461 e).

#### Étoile HD 1461
- (en) HD 1461 sur la base de données NASA Exoplanet Archive du NASA Exoplanet Science Institute
- (en) HD 1461 sur la base de données Simbad du Centre de données astronomiques de Strasbourg.

#### Système planétaire

##### Planète HD 1461 b
- (en) HD 1461 b sur L'Encyclopédie des planètes extrasolaires de l'Observatoire de Paris..
- (en) HD 1461 b sur la base de données Exoplanet Data Explorer.
- (en) HD 1461 b sur la base de données NASA Exoplanet Archive du NASA Exoplanet Science Institute.
- (en) HD 1461b sur la base de données Simbad du Centre de données astronomiques de Strasbourg.

##### Planète HD 1461 c
- (en) HD 1461 c sur L'Encyclopédie des planètes extrasolaires de l'Observatoire de Paris..
- (en) HD 1461 c sur la base de données NASA Exoplanet Archive du NASA Exoplanet Science Institute.
- (en) HD 1461c sur la base de données Simbad du Centre de données astronomiques de Strasbourg.

##### Planète HD 1461 d
- (en) HD 1461 d sur L'Encyclopédie des planètes extrasolaires de l'Observatoire de Paris..

##### Planète HD 1461 e
- (en) HD 1461 e sur L'Encyclopédie des planètes extrasolaires de l'Observatoire de Paris..